# Strzelcew
Strzelcew [pronunciación en polaco: /ˈstʂɛlt͡sɛf/] es un pueblo ubicado en el distrito administrativo de Gmina Łowicz, dentro del condado de Łowicz, Voivodato de Łódź, en el centro de Polonia. Se encuentra a unos 6 kilómetros al noreste de Łowicz y a 53 kilómetros al noreste de la capital regional Łódź.